# Nitinol
Níquel-titânio, também conhecido como nitinol, é uma liga metálica de níquel e titânio, em que os dois elementos estão presentes em percentagens atômicas praticamente iguais.
O nitinol exibe duas propriedades únicas que são relacionadas: efeito térmico de memória e superelasticidade (também  chamada de pseudoelasticidade). O efeito térmico de memória é a capacidade do nitinol de sofrer deformação em certa temperatura, e então recuperar sua forma original após ser aquecido acima de sua "temperatura de transformação". A superelasticidade é um efeito que acontece em um intervalo de temperaturas mais estrito, logo acima da temperatura de transformação. Neste caso, não é necessário aquecimento para causar a recuperação da forma original, e o material exibe enorme elasticidade, cerca de 10-30 vezes a de um metal comum.

## História
O termo nitinol é derivado de sua composição e do local em que foi descoberto: (Niquel Titânio - Naval Ordance Laboratory). William J. Buehler junto com Frederick Wang, descobriram suas propriedades durante pesquisas no Laboratório de Material Bélico Naval dos EUA em 1962.
As aplicações potenciais do nitinol não foram percebidas imediatamente, e não houve nenhum esforço para comercializar a liga senão uma década após sua descoberta. Esta demora foi causada principalmente pela extraordinária dificuldade em fundir, processar e mecanizar a liga. Além disto, problemas financeiros que só foram contornados na década de 1990 também dificultaram estes esforços, quando estes obstáculos práticos finalmente começaram a ser resolvidos.
A descoberta do efeito térmico de memória aconteceu em 1932, quando o pesquisador sueco Arne Olander observou esta propriedade pela primeira vez em ligas de ouro e cádmio. O mesmo efeito foi observado em ligas de cobre e zinco no início dos anos 1950.

## Mecanismo

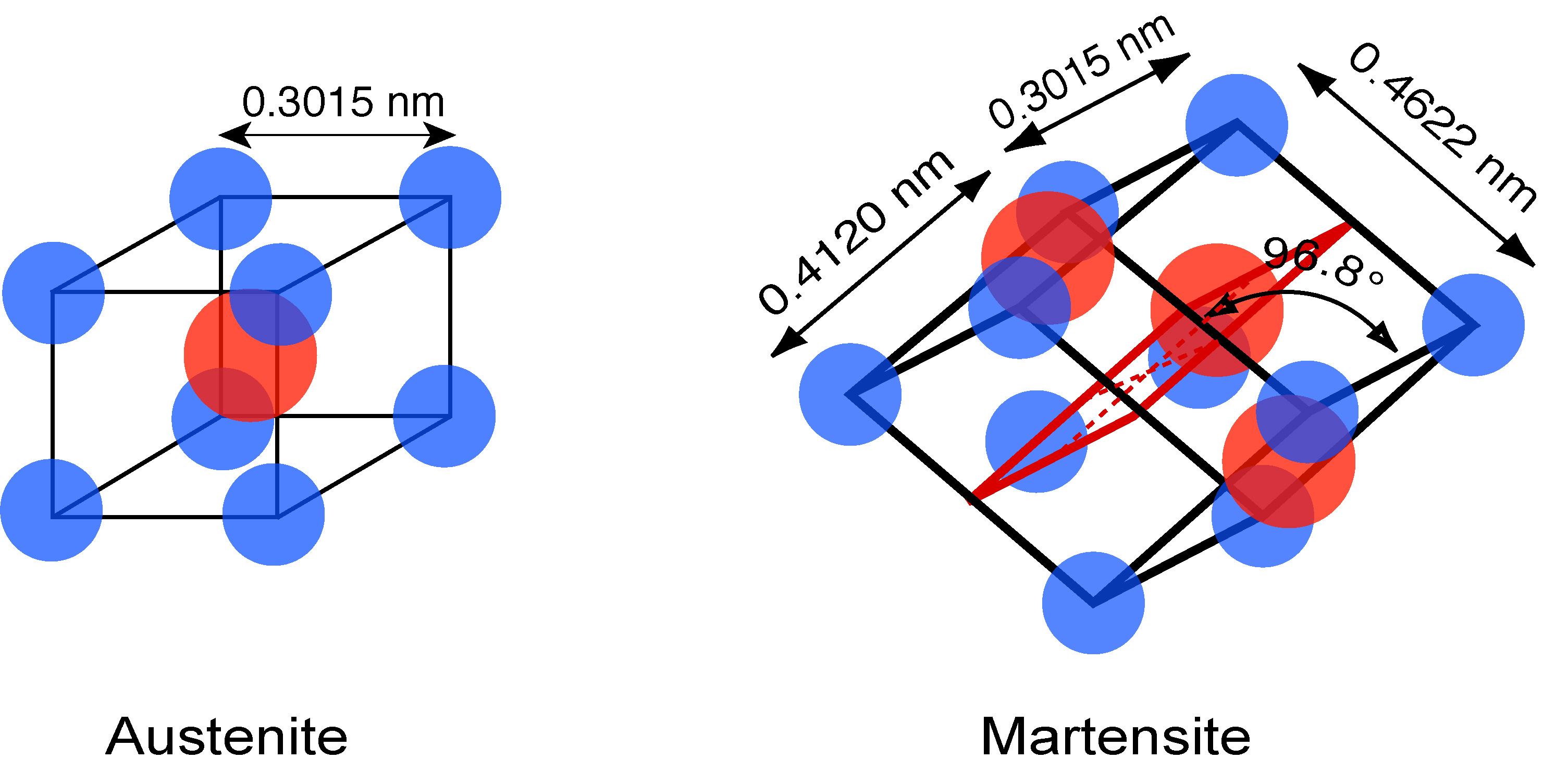
Visão em 3D das estruturas Austenita e Martensita no composto NiTi.

As propriedades incomuns do nitinol derivam de uma transformação de fase de estado sólido reversível, conhecida como transformação martensítica.
Em altas temperaturas o nitinol possui uma estrutura de cristal cúbico interpenetrante primitiva, conhecida como austenita (também conhecida como fase pai). Em baixas temperaturas, o nitinol espontaneamente se transforma para uma estrutura cristalina monocíclica mais complicada conhecida como martensita (fase filha). A temperatura em que a austenita se transforma em martensita é geralmente chamada de temperatura de transformação. Mais especificamente, existem quatro temperaturas de transição. Quando a liga é austenita completa, a martensita começa a se formar conforme a liga esfria na assim chamada temperatura Ms ou início de martensita, e a temperatura em que a transformação é completa é chamada de temperatura Mf ou final de martensita. Quando a liga é martensita completa e é sujeita a aquecimento, a austenita começa a se formar na temperatura As, e termina na temperatura Af.

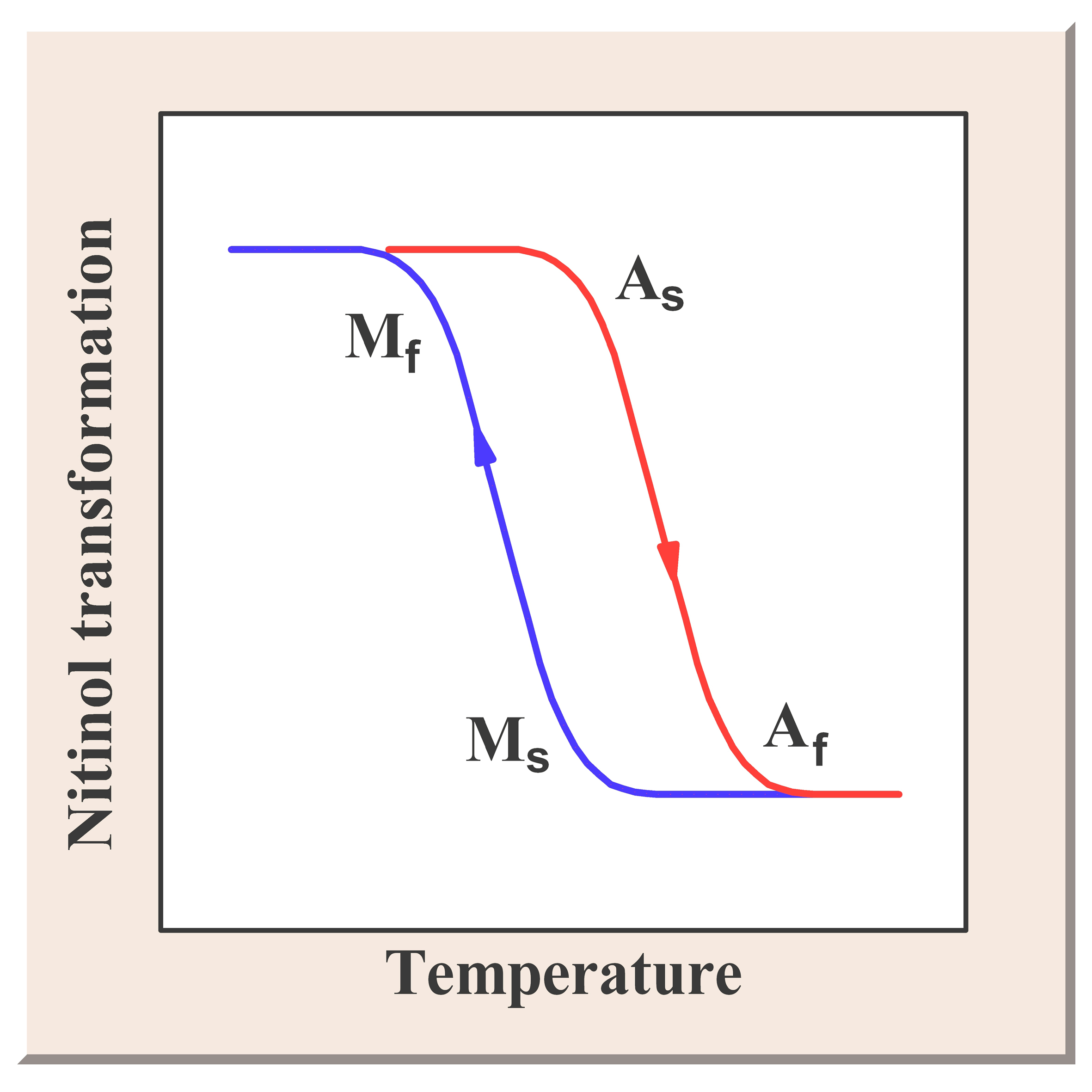
Histerese térmica da fase de transformação do nitinol

O ciclo resfriamento/aquecimento mostra uma histerese térmica. A largura da histerese depende da composição precisa e processamento do nitinol. Seu valor típico está entre 20 e 50°C.
Dois aspectos da transformação de fase são cruciais às propriedades do nitinol. O primeiro é que a transformação é "reversível", significando que o aquecimento acima da temperatura de transformação irá reverter a estrutura cristalina para a fase austenita, mais simples. O segundo ponto é que a transformação em ambas direções é instantânea.

A estrutura cristalina da martensite, que se sabe ser monoclínica, ou estrutura B19, possui uma capacidade única de sofrer deformação limitada em algumas formas sem quebrar as ligações atômicas. Este tipo de deformação é conhecida como twinning, e consiste no rearranjo dos planos atômicos sem causar desvio, ou deformação permanente. Ela é capaz de suportar deformações de 6 a 8% desta forma. Quando a martensita é revertida à austenita pelo aquecimento, a estrutura austenítica original é recuperada, não importando se a fase martensita foi deformada. Daí o nome "memória da forma" referir-se ao fato que a forma da fase austenita de alta temperatura é "lembrada", mesmo que a liga seja severamente deformada em temperaturas mais baixas. 

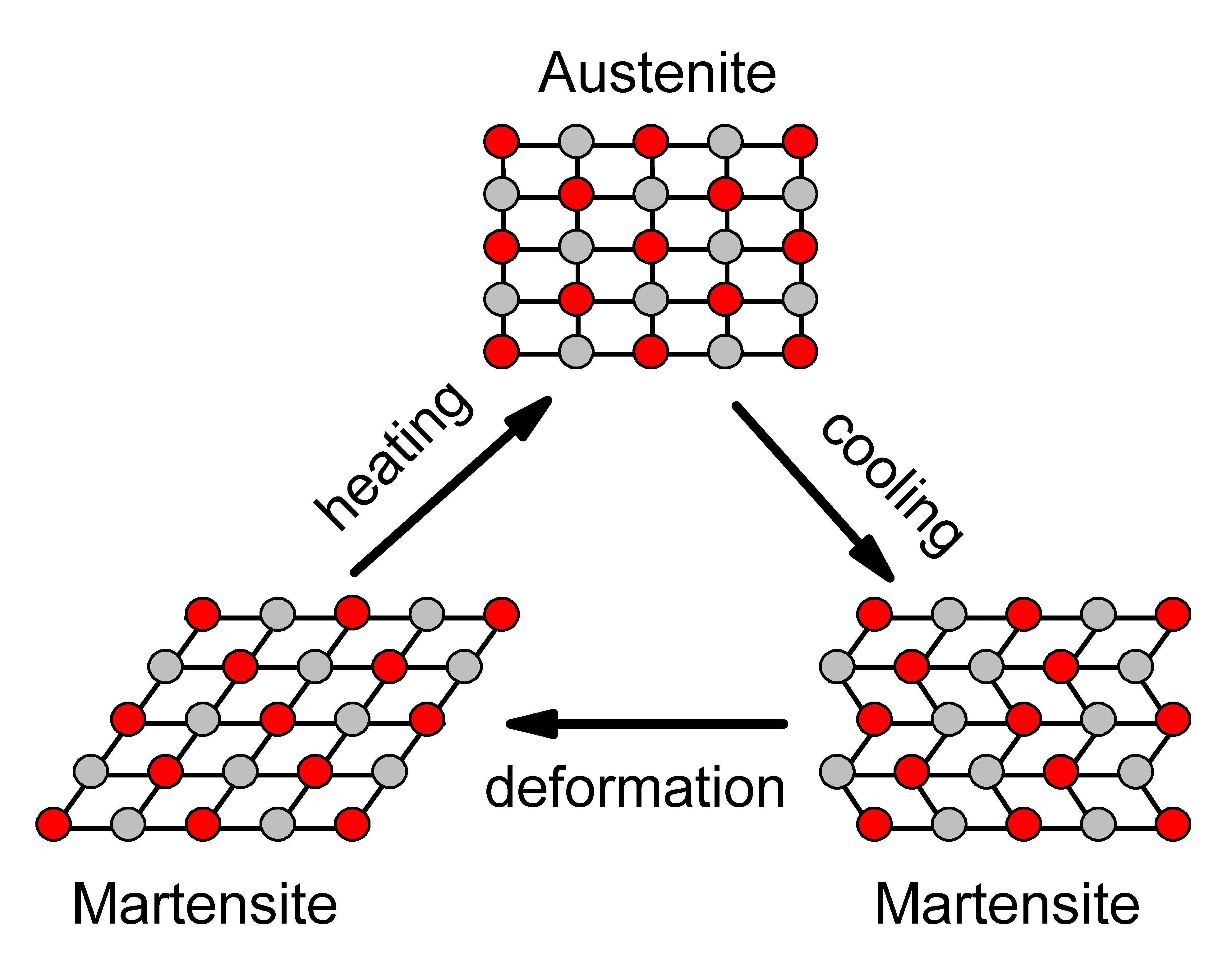
Imagem 2D da estrutura cristalina do nitinol durante o ciclo de esfriamento/aquecimento

Muita força pode ser produzida por um processo que impeça a reversão da martensita deformada para a austenita - em muitos casos, mais de 100.000 psi (698 MPa). Uma das razões para o nitinol forçar tanto para retornar a sua forma original é que ele não é uma liga metálica comum, mas um composto intermetálico. Em uma liga comum, os elementos são posicionados aleatoriamente na estrutura cristalina, e em um composto intermetálico ordenado, os átomos (neste caso, níquel e titânio) tem posições bastante específicas na estrutura. O fato do nitinol ser intermetálico é o maior responsável pela dificuldade para criar dispositivos feitos desta liga.

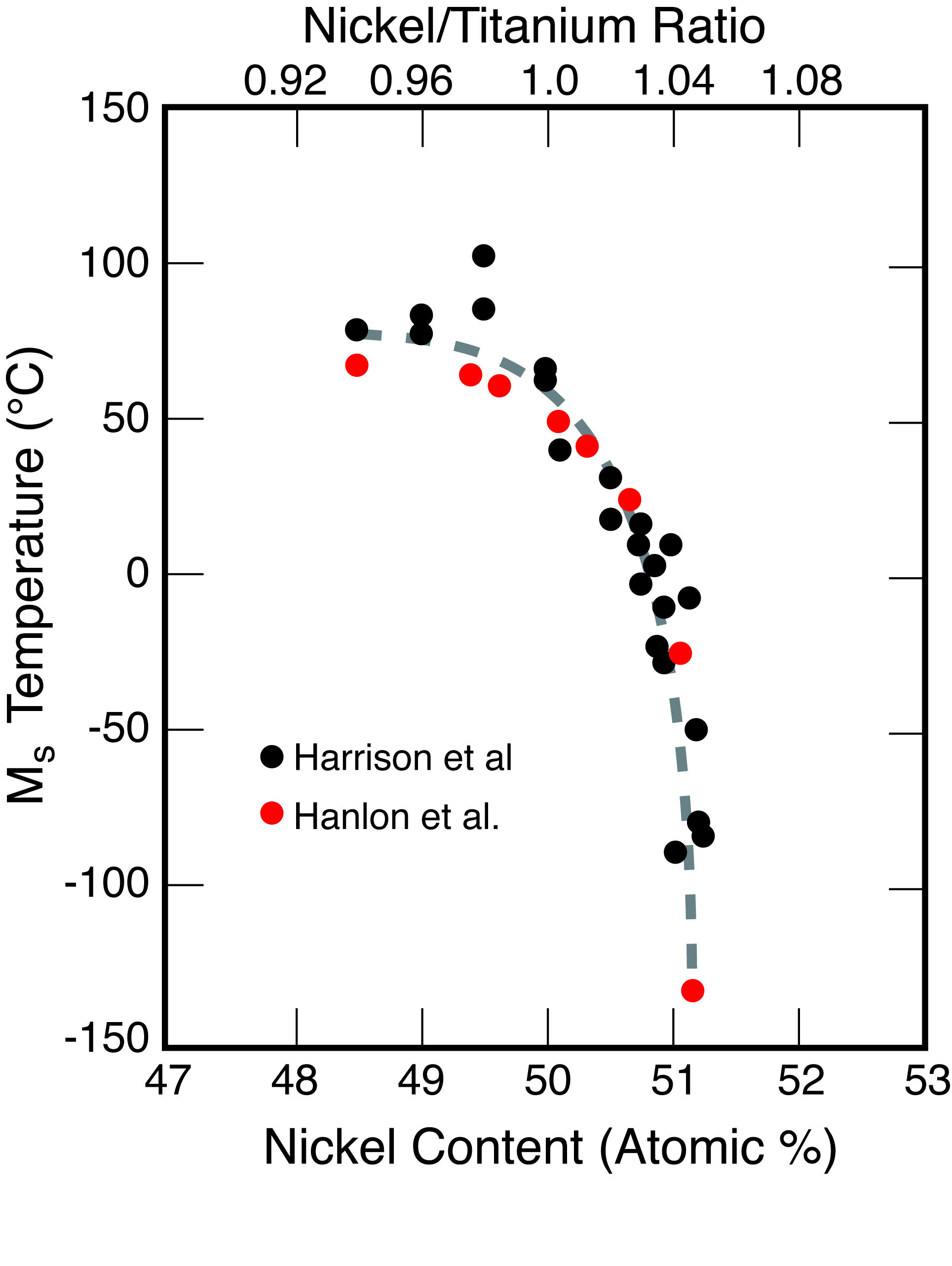
O efeito da composição do nitinol na temperatura M_{s}.

O cenário descrito acima (esfriar a austenita para formar a martensita, deformar a martensita, então aquecer para reverter à austenita, desta forma retornando à forma original, sem deformação) é conhecido como o efeito da memória térmica de forma. Para voltar à "forma pai" original, a liga deve ser mantida firme e aquecida a cerca de 500°C. Um segundo efeito, chamado de superelasticidade ou pseudo elasticidade também é observado no nitinol. O efeito é o resultado direto do fato da martensita pode ser formada pela aplicação de um esforço bem como pelo resfriamento. Desta forma, em certa faixa de temperatura, pode-se aplicar uma força na austenita, fazendo com que a martensita se forme e ao mesmo tempo mudando sua forma. Neste caso, assim que a força é removida, o nitinol irá retornar espontaneamente à sua forma original. Neste uso, o nitinol se comporta como uma super mola, possuindo uma faixa elástica 10 a 30 vezes maior que a de uma mola de material normal. Existem, entretanto, limites: o efeito só é observado entre 0 e 40° acima da temperatura Af.
O nitinol é composto tipicamente de 50 a 51% de níquel em porcentagem atômica (55 a 56% em porcentagem de peso). Pequenas alterações na composição podem mudar as temperatura de transição da liga significativamente. Pode-se controlar a temperatura Af do nitinol com certa folga, mas temperaturas de superelasticidade convenientes estão na faixa de cerca de -20 °C a +60 °C.
Uma complicação comum em relação ao nitinol é a Fase-R. A Fase-R é outra fase martensítica que compete com a fase de martensita mencionada acima. Como ela não apresenta efeitos de memória
maiores que o da fase martensita, ela é geralmente um problema.

## Processo de manufatura
O nitinol é extremamente difícil de fazer, devido ao controle absurdo necessário, e à tremenda reatividade do titânio. Cada átomo do titânio que se combina com oxigênio ou carbono é um átomo roubado da estrutura NiTi, deslocando a composição e tornando a temperatura de transformação mais fria. Existem dois métodos de fusão usados atualmente:
- Refusão a arco sob vácuo: é feita pela aplicação de um arco elétrico entre a matéria prima e uma placa de cobre resfriada à água. A fusão é feita em alto vácuo, e o molde é cobre resfriado à água, de forma a não introduzir carbono durante a fusão.

- Fusão à indução sob vácuo: é feita usando campos magnéticos alternantes para aquecer a matéria prima em um cadinho (geralmente de carbono). Este processo também é feito em alto vácuo, mas há a introdução do carbono durante o processo.

Os dois métodos tem vantagens, mas não há dados substanciais mostrando que o material feito por um processo é melhor que o de outro. Outros métodos também são usados em uma escala menor, incluindo fusão por arco de plasma, fusão por indução, e fusão e-beam. A deposição física de vapor também é usada em uma escala de laboratório.
O trabalho a quente do nitinol é relativamente fácil, mas o trabalho a frio é difícil devido à enorme elasticidade da liga que aumenta o contato da matriz ou de rolamento, levando a uma resistência friccional tremenda e a um desgaste das ferramentas. De forma semelhante, a usinagem é extremamente difícil - para piorar as coisas, a condutividade térmica do nitinol é pobre, tornando difícil a remoção do calor. A retífica (corte abrasivo), eletroerosão e corte à laser são todos relativamente fáceis.
O tratamento do nitinol com calor é delicado e crítico. É a ferramenta essencial para fazer o ajuste fino da temperatura. O tempo de envelhecimento e a temperatura controlam a precipitação de várias fases ricas em níquel, controlando desta forma a quantidade de níquel na estrutura NiTi. Ao esgotar a matriz de níquel, o envelhecimento aumenta a temperatura de transformação. A combinação de tratamento com calor e trabalho à frio é essencial para controlar as propriedades do nitinol.

## Aplicações

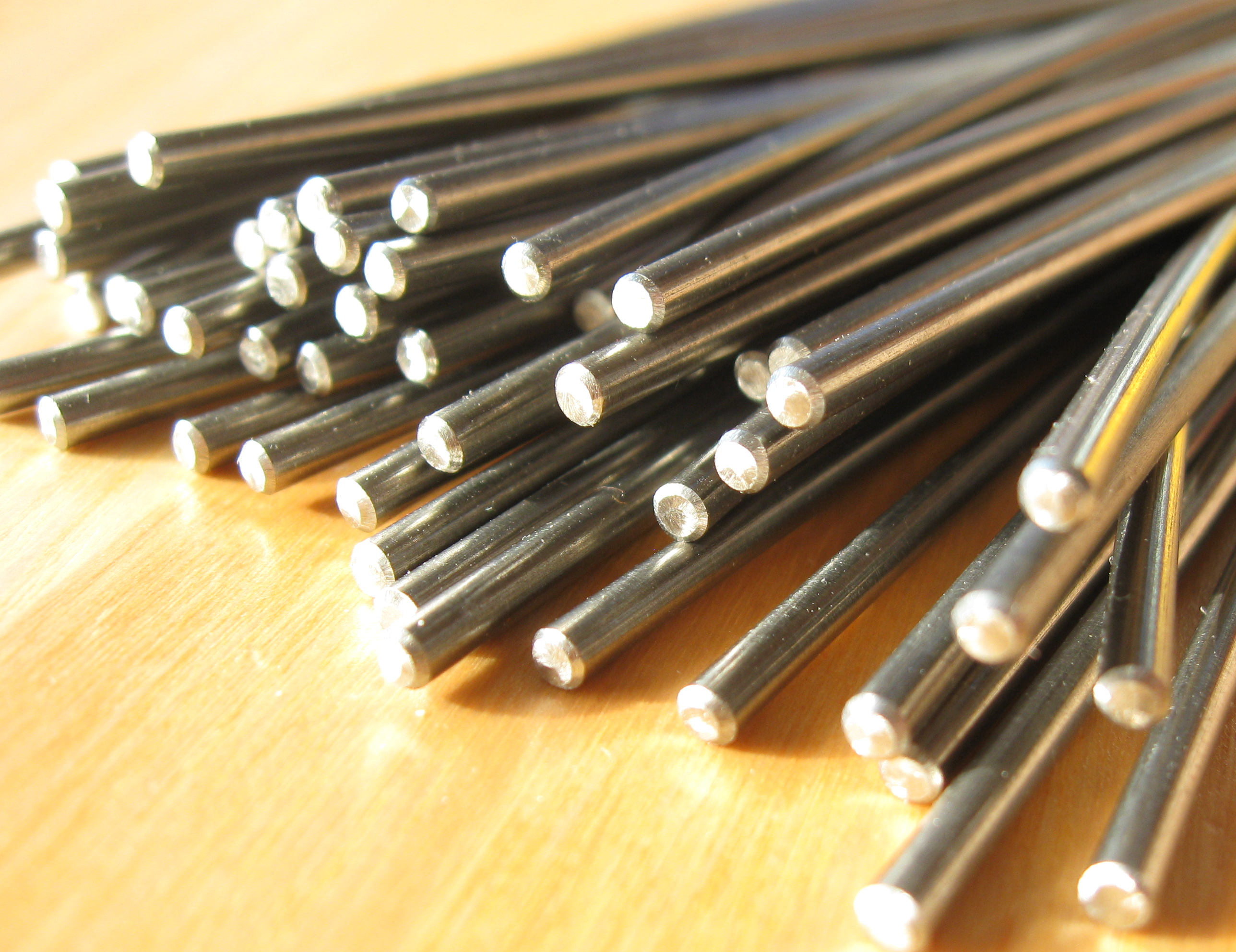
Nitinol

Existe quatro tipos de aplicações comuns para o nitinol.
- Recuperação livre: o nitinol é deformado em baixa temperatura, e aquecido para recuperar sua forma original.
- Recuperação forçada: o mesmo da anterior, exceto que a recuperação é impedida, gerando um stress.
- Produção de trabalho: nesta aplicação, permite-se que a liga recupere sua forma, mas para isto ela deve agir contra uma força (realizando, desta forma, trabalho).
- Superelasticidade: como discutido acima, o nitinol funciona como uma super mola.

Foi realizada em 1989 uma pesquisa nos Estados Unidos e Canadá, envolvendo sete organizações. A pesquisa enfocou previsões de tecnologia, mercado e aplicações futuras do SMA. As companhias previram os seguintes usos do Nitinol em ordem decrescente de importância: (1) acoplamentos, (2) biomédica e médica, (3) brinquedos, demonstrações, novidades, (4) atuadores, (5) máquinas térmicas, (6) sensores, (7) moldes e bolhas de memória ativados criogenicamente, e finalmente (8) equipamentos elevadores.
- O nitinol também é popular em quadros de vidros extremamente resilientes. Também é usado em algumas molas de relógios mecânicos.
- Pode ser usado como um sistema de controle de temperatura, quando ele muda de forma, pode ativar uma chave ou um resistor variável para controlar a temperatura.
- Ele é usado na tecnologia de celulares, como uma antena articulada, ou extensão de microfone, devido a sua natureza altamente flexível e memória mecânica.
- É usado em alguns produtos novos, como colheres auto-entortantes, que podem ser usadas por mágicos amadores e profissionais para demonstrar poderes "mágicos" ou como uma brincadeira, com a colher se dobrando e torcendo quando usada para agitar café, chá ou outro líquido aquecido.
- Pode ser usado como sondas de arame, para localizar e marcar tumores de mama de forma a tornar mais precisa a cirurgia.

### Motores térmicos
Motores térmicos de demonstração foram construídos, usando fios de nitinol para produzir energia mecânica a partir de fontes quentes e frias. Um protótipo de motor comercial foi desenvolvido nos anos 1970 pelo engenheiro Ridgway Banks, no Lawrence Berkeley National Laboratory, e recebeu o nome de Motor Banks.

## Mais informações
- H.R. Chen, ed., Shape Memory Alloys: Manufacture, Properties and Applications, Nova Science Publishers Inc., 2010, ISBN 978-1-60741-789-7.
- Y.Y. Chu & L.C. Zhao, eds., Shape Memory Materials and Its [sic] Applications, Trans Tech Publications Ltd., 2002, ISBN 0-87849-896-6.
- D.C. Lagoudas, ed., Shape Memory Alloys, Springer Science+Business Media LLC, 2008, ISBN 978-0-387-47684-1.
- K. Otsuka & C.M. Wayman, eds., Shape Memory Materials, Cambridge University Press, 1998, ISBN 0-521-44487-*

- Gerald Julien, Nitinol Technologies,Inc Edgewood, Wa. Us patent" 6422010 Manufacturing of Nitinol Parts & Forms

A process of making  parts and forms of Type 60 Nitinol having a shape memory effect, comprising: selecting a   Type 60 Nitinol. Inventor G,Julien  CEO of Nitinol Technologies, Inc. (Washington State)